# Jonestown (Texas)
Jonestown é uma cidade localizada no estado norte-americano do Texas, no Condado de Travis.

## Demografia
Segundo o censo norte-americano de 2000, a sua população era de 1681 habitantes.
Em 2006, foi estimada uma população de 2121, um aumento de 440 (26.2%).

## Geografia
De acordo com o United States Census Bureau tem uma área de 13,7 km², dos quais 12,2 km² cobertos por terra e 1,5 km² cobertos por água.

## Localidades na vizinhança
O diagrama seguinte representa as localidades num raio de 12 km ao redor de Jonestown.